# Sigardo di Hainaut
Sigardo di Hainaut in olandese Sigard van Henegouwen, in francese Sigard de Hainaut, in tedesco Sigehard (Lüttichgau) (IX secolo – 920 circa) fu conte di Hainaut dall'898 fino alla sua morte.

## Origine
Di Sigardo non si conoscono gli ascendenti, né paterni, né materni.

## Biografia
Molto probabilmente, Sigardo, che era già conte di Liegi, ottenne il titolo di conte di Hainaut, quando al suo predecessore, Reginardo, secondo il Reginonis Chronicon, pur essendo un consigliere fidato del re di Lotaringia, Sventibaldo, nell'898, fu intimato di lasciare il regno; cosa che fece assieme ad altri membri della nobiltà, con i loro familiari e le suppellettili.
Dopo la morte dell'Imperatore Arnolfo, padre di Sventiboldo, nell'898, il fratellastro di Sventiboldo, Luigi il Fanciullo, figlio legittimo di Arnolfo, succedette al padre come re dei Franchi orientali e nello stesso tempo fu eletto re di Loraringia, spodestando Sventiboldo, che venne ucciso dai ribelli in battaglia nell'agosto del 900.
Il rapporto con Ludovico fu buono, tanto che mantenne la contea di Hainaut sino alla sua morte, venendo citato due volte nel Ludwik das kind diplomata: la prima nel documento nº 18, datato ottobre 902, in cui Ludovico cita Sigardo col titolo di conte; poi nel documento nº 57, datato gennaio 908, in cui Ludovico cita Sigardo sempre col titolo di conte.
Non si conosce la data esatta della morte di Sigardo, che avvenne dopo il 915, data in cui risulta ancora in vita secondo il documento n° X del Cartulaire de Saint-Lambert I (non consultato).

## Matrimonio e discendenza
Di Sigardo non si conoscono l'esistenza di una eventuale moglie, né si hanno notizie di eventuali figli.